# Por ese palpitar
Por ese palpitar es una serie de televisión argentina que se emitió los lunes a las 23:00 por América TV en el año 2000. El proyecto nació como parte de la búsqueda laboral de los actores Emilia Mazer, Carlos Santamaría y Andrea Pietra, quienes a raíz de la profunda recesión económica del país decidieron crear la productora La Palmera Producciones. Con esta productora idearon la ficción como una salida laboral frente a la poca inversión de los canales en el rubro de ficción.
En 2008 el canal emitió la repetición de la serie.

## Trama
La serie se centraba en un reality show de ficción llamado Protagonistas Reales. Sus conductores, interpretados durante los primeros 5 capítulos por Valeria Bertuccelli junto a Fabio Alberti, para luego quedar a cargo la actriz Alejandra Darín, presentaban en cada emisión supuestas historias de amor que enviaban los televidentes. Un grupo de actores interpretaban las historias de cada emisión, mientras que se desarrollaban sus propias historias, estos actores eran: Emilia Mazer, Andrea Pietra, Carlos Santamaría y Antonio Birabent.
Además del segmento del reality y de la historia propiamente interpretada por los actores, también se entremezclaban los testimonios de las personas reales y por último el de los propios actores que realizan la teatralización. El devenir de la ficción demuestra que las historias que parecen inconexas se relacionan y perfilan en tres grandes líneas protagonizadas por Andrea Pietra, Emilia Mazer y Carlos Santamaría.

## Elenco
- Emilia Mazer
- Andrea Pietra
- Carlos Santamaría
- Antonio Birabent
- Alejandra Darín
- Ernesto Claudio
- Fabio Alberti
- Valeria Bertuccelli
- Manuel Vicente
- Mirta Busnelli
- Víctor Laplace
- Ricardo Darín
- Lorenzo Quinteros
- Belén Caccia

## Premios
- Nominada al premio Martín Fierro como Mejor Programa Unitario o Serie.
- Nominada al premio Martín Fierro como Mejor Actriz Emilia Mazer.